# Liste der Handwaffen der Wehrmacht
Die Liste der Handwaffen der Wehrmacht umfasst alle Waffen der Wehrmacht, die ein Soldat allein in die Hand nehmen, tragen und verwenden konnte und daher als Handwaffe bezeichnet werden. Bei diesen Waffen gibt es unterschiedliche Anwendungsgebiete Klassifikationen und Waffentypen. Die bekannten Grundtypen sind Stichwaffen wie Messer oder Bajonette, des Weiteren Handfeuerwaffen, darunter Faustfeuerwaffen und Gewehre, und Explosionswaffen wie Handgranaten. Handgranaten sind gleichzeitig den Wurfwaffen zuzuordnen.
Hinweis: Eine Übersicht von Handfeuerwaffen nach Typen, Anwendergruppen und alphabetischer Sortierung findet sich in der
Liste der Handfeuerwaffen.

## Ordonanzwaffen
In diesem Abschnitt zu Handwaffen finden die offiziell bei der Wehrmacht eingeführten Ordonanzwaffen. Für Beutewaffen siehe Abschnitte weiter unten.

### Blankwaffen
Blankwaffen im Bereich der Handwaffen der Wehrmacht:
- Bajonett S84/98
- Seitengewehr Modell 42

### Kurzwaffen
Kurzwaffen im Bereich der Handwaffen der Wehrmacht:

#### Pistolen
Pistolen im Bereich der Handwaffen der Wehrmacht:
| Name         | Hersteller                 | Bild | Munition                                    | Land                | Jahr          |
| ------------ | -------------------------- | ---- | ------------------------------------------- | ------------------- | ------------- |
| Walther PP   | Carl Walther GmbH          |      | 7,65 × 17 mm (.32 ACP) 9 × 17 mm (.380 ACP) | Deutschland         | 1929 bis 1999 |
| Walther PPK  | Carl Walther GmbH          |      | 7,65 × 17 mm (.32 ACP) 9 × 17 mm (.380 ACP) | Deutschland         | 1931 bis 1999 |
| Walther P38  | Carl Walther GmbH          |      | 9 × 19 mm                                   | Deutschland         | 1938 bis 1945 |
| Sauer 38H    | Sauer & Sohn               |      | 7,65 × 17 mm (.32 ACP)                      | Deutschland         | 1938 bis 1945 |
| Dreyse M1907 | Rheinmetall                |      | 7,65 × 17 mm (.32 ACP)                      | Deutschland         | 1907 bis 1919 |
| Pistole 08   | Verschiedene               |      | 9 × 19 mm                                   | Deutschland         | 1904 bis 1945 |
| Mauser C96   | Mauser                     |      | 7,63 × 25 mm 9 × 19 mm 9 × 25 mm Mauser     | Deutschland         | 1896 bis 1936 |
| Mauser HSc   | Mauser                     |      | 7,65 × 17 mm (.32 ACP) 9 × 17 mm (.380 ACP) | Deutschland         | 1937 bis 1945 |
| Astra 600    | Mauser Astra, Unceta y Cía |      | 9 × 19 mm                                   | Deutschland Spanien | 1942 bis 1945 |

### Langwaffen
Langwaffen im Bereich der Handwaffen der Wehrmacht:

#### Gewehre
Gewehre im Bereich der Handwaffen der Wehrmacht:
| Name                     | Hersteller                                                                  | Bild | Munition                         | Land                | Jahr          |
| ------------------------ | --------------------------------------------------------------------------- | ---- | -------------------------------- | ------------------- | ------------- |
| Gewehr 98                | Mauser                                                                      |      | 7,92 × 57 mm                     | Deutschland         | 1898 bis 1935 |
| Gewehr 98/40             | Danuvia                                                                     |      | 7,92 × 57 mm                     | Deutschland/ Ungarn | 1941 bis 1945 |
| Karabiner 98k            | Mauser                                                                      |      | 7,92 × 57 mm                     | Deutschland         | 1934 bis 1945 |
| Drilling M30             | Sauer & Sohn                                                                |      | Flinten-Kaliber 12 9,3 × 74 mm R | Deutschland         | 1941 bis 1945 |
| Gewehr 33/40             | Brünner Waffenwerke                                                         |      | 7,92 × 57 mm                     | Deutschland         | 1940 bis 1945 |
| Gewehr 41                | Carl Walther GmbH                                                           |      | 7,92 × 57 mm                     | Deutschland         | 1941 bis 1943 |
| Gewehr 43                | Carl Walther GmbH Gustloffwerke, Buchenwald Berlin-Lübecker Maschinenfabrik |      | 7,92 × 57 mm                     | Deutschland         | 1943 bis 1945 |
| Maschinenkarabiner 42    | C. G. Haenel Carl Walther GmbH                                              |      |                                  | Deutschland         | 1942 bis 1945 |
| Sturmgewehr 44           | C. G. Haenel Sauer & Sohn Steyr Daimler Puch                                |      | 7,92 × 33 mm                     | Deutschland         | 1943 bis 1945 |
| Sturmgewehr 45           | Mauser                                                                      |      | 7,92 × 33 mm                     | Deutschland         | 1945          |
| Volkssturmgewehr VG 1-5  | Gustloff-Werke                                                              |      | 7,92 × 33 mm                     | Deutschland         | 1945          |
| Fallschirmjägergewehr 42 | Rheinmetall Krieghoff                                                       |      | 7,92 × 57 mm                     | Deutschland         | 1943 bis 1945 |

#### Maschinenpistolen
| Name        | Hersteller                                                           | Bild | Munition                                                                | Land        | Jahr          |
| ----------- | -------------------------------------------------------------------- | ---- | ----------------------------------------------------------------------- | ----------- | ------------- |
| MP 28       | Theodor Bergmann Hugo Schmeisser                                     |      | 9 × 19 mm                                                               | Deutschland | 1928 bis 1945 |
| MP 35       | Emil Bergmann / Schultz & Larsen Carl Walther GmbH Junker und Ruh AG |      | 9 × 19 mm 9 × 23 mm Bergmann-Bayard 9 × 25 mm Mauser 7,65 × 21 mm Luger | Deutschland | 1932 bis 1945 |
| MP 38/40    | ERMA-Werke C. G. Haenel Steyr-Werke                                  |      | 9 × 19 mm                                                               | Deutschland | 1940 bis 1944 |
| MP 41       | Hugo Schmeisser C. G. Haenel                                         |      | 9 × 19 mm                                                               | Deutschland | 1941 bis 1945 |
| Erma EMP    | ERMA-Werke Heinrich Vollmer                                          |      | 9 × 19 mm 9 × 23 mm Bergmann-Bayard 9 × 25 mm Mauser 7,65 × 21 mm Luger | Deutschland | 1931 bis 1938 |
| Erma EMP 44 | ERMA-Werke C. G. Haenel Steyr-Werke                                  |      | 9 × 19 mm                                                               | Deutschland | 1943 bis 1945 |
| MP 3008     | 40 Unternehmen als Teilelieferanten Zusammenbau durch 14 Unternehmen |      | 9 × 19 mm                                                               | Deutschland | 1945          |

#### Maschinengewehre
| Name                  | Hersteller                                                      | Bild | Munition     | Land        | Jahr                    |
| --------------------- | --------------------------------------------------------------- | ---- | ------------ | ----------- | ----------------------- |
| Maschinengewehr 08    | Waffenfabrik Loewe Deutsche Waffen- und Munitionsfabriken (DWM) |      | 7,92 × 57 mm | Deutschland | ab 1885 (speziell 1908) |
| Maschinengewehr 08/15 | Waffenfabrik Loewe Deutsche Waffen- und Munitionsfabriken (DWM) |      | 7,92 × 57 mm | Deutschland | 1915 bis 1941           |
| Maschinengewehr 13    |                                                                 |      | 7,92 × 57 mm | Deutschland | 1930 bis 1935           |
| Maschinengewehr 15    | Rheinmetall                                                     |      | 7,92 × 57 mm | Deutschland | 1932 bis 1945           |
| Maschinengewehr 34    | Mauser Rheinmetall                                              |      | 7,92 × 57 mm | Deutschland | 1933 bis 1945           |
| Maschinengewehr 35/36 | Knorr-Bremse                                                    |      | 7,92 × 57 mm | Deutschland | 1935 bis 1940           |
| Maschinengewehr 42    | Großfuß MAGET Mauser Steyr Daimler Puch Gustloff-Werke          |      | 7,92 × 57 mm | Deutschland | 1942 bis 1945           |
| Maschinengewehr 45    | Großfuß                                                         |      | 7,92 × 57 mm | Deutschland | 1944 bis 1945           |

### Sonstige Handwaffen
- Flammenwerfer 35
- Flammenwerfer 41
- Einstoßflammenwerfer 46

#### Panzerabwehrhandwaffen
| Name                                       | Hersteller                                         | Bild | Munition                                      | Land                | Jahr          |
| ------------------------------------------ | -------------------------------------------------- | ---- | --------------------------------------------- | ------------------- | ------------- |
| Faustpatrone                               | HASAG                                              |      | 54 Gramm Treibladung 0,4 Kilogramm Hohlladung | Deutschland         | 1942 bis 1943 |
| Panzerfaust (30, 60, 100, 150)             | HASAG                                              |      | 1,6 kg Sprengstoff                            | Deutschland         | 1943 bis 1945 |
| Raketenpanzerbüchse 54 (RPzB 43, 54, 54/1) |                                                    |      | Hohlladung                                    | Deutschland         | 1944 bis 1945 |
| Panzerbüchse 38                            | Gustloffwerke                                      |      | 7,92 × 94 mm                                  | Deutschland         | 1938 bis 1942 |
| Panzerbüchse 39                            | Gustloffwerke                                      |      | 7,92 × 94 mm                                  | Deutschland         | 1939 bis 1942 |
| 2-cm-Panzerabwehrbüchse 785                | Theodor Rakula, Rheinmetall Waffenfabrik Solothurn |      | 20 × 105 mm B                                 | Deutschland Schweiz | 1932 bis 1945 |
| Panzerwurfmine                             |                                                    |      | 500 g RDX und TNT                             | Deutschland         | 1943 bis 1945 |
| Hafthohlladung                             |                                                    |      | Hafthohlladung 1,7 kg                         | Deutschland         | 1942 bis 1945 |

#### Flugabwehrhandwaffen
| Name         | Hersteller | Bild | Munition                                            | Land        | Jahr          |
| ------------ | ---------- | ---- | --------------------------------------------------- | ----------- | ------------- |
| Fliegerfaust | HASAG      |      | neun Granaten (Kaliber 20 mm, 19 Gramm Sprengstoff) | Deutschland | 1944 bis 1945 |

### Explosionswaffen

#### Handgranaten
| Name                | Hersteller | Bild | Munition      | Land        | Jahr          |
| ------------------- | ---------- | ---- | ------------- | ----------- | ------------- |
| Eihandgranate 39    |            |      | 112 g Donarit | Deutschland | 1940 bis 1945 |
| Stielhandgranate 24 |            |      | 170 g TNT     | Deutschland | 1924 bis 1945 |
| Stielhandgranate 43 |            |      | TNT           | Deutschland | 1943–1945     |

## Beutewaffen
Bei der Wehrmacht wurden Beutewaffen und Gerätschaften aus anderen Ländern genutzt. Das Heereswaffenamt hat solche Gegenstände sehr umfangreich mit etlichen Dienstvorschriften namens „Kennblätter fremden Geräts“ dokumentiert. Nachfolgend ein Überblick der Wikipediainhalte aus diesem Bereich:
- Eine Übersicht der Einzellader, die als Beutewaffen von der Wehrmacht genutzt wurden, findet sich in der Liste von Einzelladerbüchsen gemäß den Kennblättern fremden Geräts D 50/1.

Hinweis: Der Buchstabe in Klammern (Beutezeichen) gibt Land an, welches der Waffe vom Heereswaffenamt zugeordnet wurde.

### Blankwaffen
Blankwaffen im Bereich der Beutewaffen der Wehrmacht siehe:
- → Hauptartikel: Liste von Dolchen gemäß den Kennblättern fremden Geräts D 50/1
- → Hauptartikel: Liste von Bajonetten gemäß den Kennblättern fremden Geräts D 50/1
- → Hauptartikel: Liste von Säbeln gemäß den Kennblättern fremden Geräts D 50/1

### Kurzwaffen
Kurzwaffen im Bereich der Beutewaffen der Wehrmacht:

#### Revolver
Revolver im Bereich der Beutewaffen der Wehrmacht:
- → Hauptartikel: Liste von Revolvern gemäß den Kennblättern fremden Geräts D 50/1

#### Pistolen
Pistolen im Bereich der Beutewaffen der Wehrmacht:
- → Hauptartikel: Liste von Selbstladepistolen gemäß den Kennblättern fremden Geräts D 50/1

Im Folgenden werden Pistolen im Bereich der Beutewaffen der Wehrmacht gezeigt, welche nicht in den Kennblättern fremden Geräts aufgeführt sind:
| Name                                             | Hersteller                                | Bild | Munition            | Land             | Jahr              |
| ------------------------------------------------ | ----------------------------------------- | ---- | ------------------- | ---------------- | ----------------- |
| Pistole 12 (ö) Pistole 12 (ö) umg. (Steyr M1912) | Österreichische Waffenfabriksgesellschaft |      | 9 × 23 mm 9 × 19 mm | Österreich       | 1911 bis 1930     |
| Pistole 24 (t) (ČZ vz. 24)                       | Česká zbrojovka (Strakonice)              |      | 9 × 17 mm           | Tschechoslowakei | 1924 bis ca. 1939 |
| Pistole 27 (t) (ČZ vz. 27)                       | Česká zbrojovka (Strakonice)              |      | 7,65 × 17 mm        | Tschechoslowakei | 1927 bis 1955     |
| Pistole 35 (p) (Pistolet Vis wz. 35)             | Česká zbrojovka (Strakonice)              |      | 9 × 19 mm           | Polen            | 1935 bis 1945     |
| Pistole 39 (t) (ČZ vz. 38)                       | Česká zbrojovka (Strakonice)              |      | 9 × 17 mm           | Tschechoslowakei | 1938 bis 1945     |

### Langwaffen
Langwaffen im Bereich der Beutewaffen der Wehrmacht:

#### Einzelladerbüchsen
Einzellader im Bereich der Beutewaffen der Wehrmacht:

#### Gewehre
- → Hauptartikel: Liste von Mehrladerbüchsen gemäß den Kennblättern fremden Geräts D 50/1
- → Hauptartikel: Liste von Selbstladegewehren gemäß den Kennblättern fremden Geräts D 50/1

Gewehre im Bereich der Beutewaffen der Wehrmacht, welche nicht in den Kennblättern fremden Geräts aufgeführt sind:
| Name | Hersteller                  | Bild | Munition     | Land                        | Jahr          |
| --- | --------------------------- | ---- | ------------ | --------------------------- | ------------- |
| Gewehr 24 (t) (Puška vzor 24)                                                                                         | Zbrojovka Brno              |      | 7,92 × 57 mm | Tschechoslowakei            | 1924 bis 1945 |
| Gewehr 29 (p) (Karabinek wz. 1929)                                                                                    | Państwowa Fabryka Karabinów |      | 7,92 × 57 mm | Polen                       | 1930 bis 1939 |
| Gewehr 29/40 (ö) (G 29/40)                                                                                            | Państwowa Fabryka Karabinów |      | 7,92 × 57 mm | Österreich                  | 1940 bis 1942 |
| Gewehr 33 (t) (Puška vzor 33)                                                                                         | Zbrojovka Brno              |      | 7,92 × 57 mm | Tschechoslowakei            | 1934 bis 1942 |
| Gewehr 33/40 (t) (Gewehr 33/40)                                                                                       | Zbrojovka Brno              |      | 7,92 × 57 mm | Tschechoslowakei            | 1934 bis 1942 |
| Gewehr 95 (ö) (Mannlicher Modell 1895) Stutzen 95 (ö) (Mannlicher Modell 1895) Gewehr 95 (t) (Mannlicher Modell 1895) | Steyr Mannlicher            |      | 7,92 × 57 mm | Tschechoslowakei Österreich | 1895 bis 1918 |
| Stutzen 98/40 (u) (Gewehr 98/40)                                                                                      | Danuvia, Budapest           |      | 7,92 × 57 mm | Ungarn                      | 1941 bis 1945 |

#### Maschinenpistolen
- → Hauptartikel: Liste von Maschinenpistolen gemäß den Kennblättern fremden Geräts D 50/1

Maschinenpistolen im Bereich der Beutewaffen der Wehrmacht, welche nicht in den Kennblättern fremden Geräts aufgeführt sind:
| Name      | Hersteller  | Bild | Munition                                   | Land       | Jahr          |
| --------- | ----------- | ---- | ------------------------------------------ | ---------- | ------------- |
| MP 34 (ö) | Steyr-Werke |      | 7,65 × 21 mm 9 × 19 mm 9 × 23 mm 9 × 25 mm | Österreich | 1928 bis 1942 |

#### Maschinengewehre
- → Hauptartikel: Liste von leichten Maschinengewehren gemäß den Kennblättern fremden Geräts D 50/2
- → Hauptartikel: Liste von schweren Maschinengewehren gemäß den Kennblättern fremden Geräts D 50/2
- → Hauptartikel: Liste von Kampfwagen-Maschinengewehren gemäß den Kennblättern fremden Geräts D 50/2
- → Hauptartikel: Liste von Flugzeug-Maschinengewehren gemäß den Kennblättern fremden Geräts D 50/2

Maschinengewehre im Bereich der Beutewaffen der Wehrmacht, welche nicht in den Kennblättern fremden Geräts aufgeführt sind:
| Name      | Hersteller      | Bild | Munition                 | Land             | Jahr          |
| --------- | --------------- | ---- | ------------------------ | ---------------- | ------------- |
| MG 30 (ö) | Steyr-Werke     |      | 7,92 × 57 mm 8 × 56 mm R | Österreich       | 1931 bis 1934 |
| MG 30 (t) | Česká zbrojovka |      | 7,92 × 57 mm             | Tschechoslowakei | 1930 bis 1938 |

### Sonstige Handwaffen

#### Panzerabwehrhandwaffen
- → Hauptartikel: Liste von Panzerabwehrhandwaffen gemäß den Kennblättern fremden Geräts D 50/1

### Explosionswaffen

#### Gewehrgranaten
- → Hauptartikel: Liste von Gewehrgranaten gemäß den Kennblättern fremden Geräts D 50/1

## Hersteller von Handwaffen
Zu den Herstellern von Handwaffen sind insbesondere bekannt:
- Carl Eickhorn
- Carl Walther GmbH
- C. G. Haenel
- DWM (Deutsche Waffen- und Munitionsfabriken)
- Erma Werke
- Gustloffwerke
- HASAG (Hugo und Alfred Schneider AG)
- Großfuß (Metall- und Lackwarenfabrik Johannes Großfuß)
- J. P. Sauer & Sohn
- Knorr-Bremse
- Krieghoff
- MAGET (Altmärkische Kettenwerke)
- Mauser
- Rheinmetall
- Steyr
- Vollmer Werke
- Waffenfabrik Loewe
- ZB (in Böhmen und Mähren)